# 542年
| 千纪： | 1千纪 |
| 世纪： | 5世纪 \| 6世纪 \| 7世纪                                                                                  |
| 年代： | 510年代 \| 520年代 \| 530年代 \| 540年代 \| 550年代 \| 560年代 \| 570年代                                |
| 年份： | 537年 \| 538年 \| 539年 \| 540年 \| 541年 \| 542年 \| 543年 \| 544年 \| 545年 \| 546年 \| 547年          |
| 纪年： | 壬戌年（狗年）；南朝梁大同八年；高昌章和十二年；东魏兴和四年；西魏大统八年；劉敬躬永漢元年；新罗建元七年 |

## 大事记
- 西魏權臣宇文泰將關中地區的六鎮軍人編成六軍。
- 其他
  - 查士丁尼瘟疫（Plague of Justinian）：鼠疫經埃及賽得港沿陸海傳至北非、歐洲和東羅馬帝國。這次大流行持續了五六十年，死亡總數接近一億。

## 出生
- 周孝闵帝，北周文帝宇文泰嫡子。（557年逝世，15岁）
- 梁明帝蕭巋